# 교황 요한 바오로 2세
교황 요한 바오로 2세(라틴어: Ioannes Paulus PP. II, 이탈리아어: Papa Giovanni Paolo II, 1920년 5월 18일 ~ 2005년 4월 2일)는 제264대 교황(재위: 1978년 10월 16일 ~ 2005년 4월 2일)이며 로마 가톨릭의 성인이다. 본명은 카롤 유제프 보이티와(폴란드어: Karol Józef Wojtyła 듣기 (도움말·정보))이다.

## 개요
그는 기독교 역사상 교황 하드리아노 6세 이래 455년 만에 비(非) 이탈리아 출신 교황이자 최초 슬라브계 교황이다. 동시에 20세기 교황 가운데 최연소로 즉위한 교황이기도 하다. 또한, 27년 가까이 재임한 그는 34년 동안 재임한 베드로와 31년 동안 재임한 교황 비오 9세에 이어 사상 세 번째로 오래 재임한 교황이다.
요한 바오로 2세 재위 동안 선진국에서는 가톨릭교회 교세가 점차 기울었자먼, 제3세계에서는 확장되었다. 요한 바오로 2세는 치세 전반에 걸쳐 여행을 가장 많이 한 교황으로 전임자보다 100개 이상 나라를 더 방문하였다. 그는 역사상 여행을 가장 많이 한 세계 지도자 가운데 한 명으로 기록되어 있다. 그는 모국어인 폴란드어와 이탈리아어, 프랑스어, 독일어, 영어, 스페인어, 크로아티아어, 포르투갈어, 러시아어, 라틴어 등 다양한 언어를 유창하게 구사할 줄 알았다. 동유럽 반공주의 운동을 지원하였고, 세계 평화와 반전을 호소하였으며, 생명윤리 등 분야에서는 전통적인 기독교 도덕관을 제시하는 등 종교 범위를 넘어 세계 전체에 큰 영향을 끼쳤다. 특히 종교 사이 문제에는 시종일관 온건한 태도로 일관하여 많은 사람으로부터 존경을 받았다.
2011년 5월 1일에 교황 베네딕토 16세가 시복했으며, 2014년 4월 27일에는 교황 프란치스코가 교황 요한 23세와 함께 공동 시성했다.

## 일대기

### 생애 초기

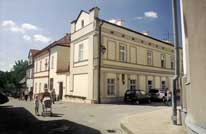
바도비체에 있는 보이티와의 생가

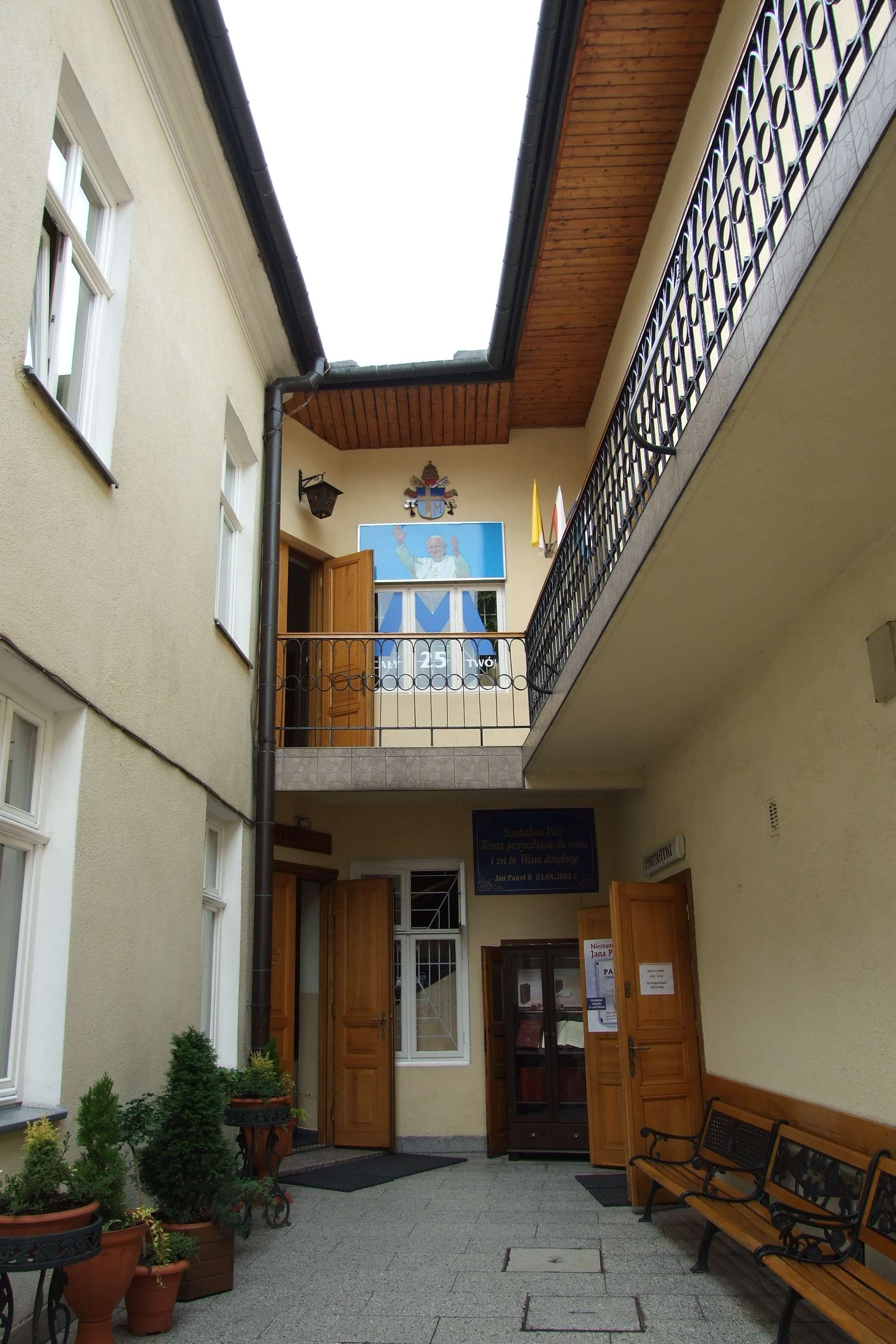
집안 앞마당

카롤 유제프 보이티와는 1920년 5월 18일 폴란드 남부의 마을 바도비체에서 3남매 가운데 막내로 태어났다. 아버지 카롤 보이티와는 예비역 육군 장교였고, 어머니 에밀리아 카초로프스카는 리투아니아 출신의 초등학교 교사였다. 1929년 4월 13일 그의 어머니가 지병으로 세상을 떠날 때, 그의 나이는 겨우 9살에 불과했다. 보이티와가 12살이 되었을 때인 1932년 의사였던 그의 형 에드문드가 성홍열 환자를 치료하다가 그 자신도 감염되어 세상을 떠났다. 성직자가 되기 전에 그는 아버지와 어머니, 누나, 형 등 가족 모두를 여의었다. 어렸을 때 그는 고향의 번화한 유다인 공동체와 깊은 교제를 맺고 있었다. 청년 시절의 그는 운동을 무척 좋아하였으며, 특히 축구 경기 때에는 골키퍼로 뛰었다.
‘롤렉(Lolek)’이라는 애칭으로 불렸던 보이티와는 1938년 고등학교 학업을 마치고 크라쿠프의 야기엘론스키 대학교에 입학하여 연극학과에 들어갔다. 어린 시절부터 그는 운동선수, 배우, 각본가로서 천부적 재능을 가진 만능인이었다. 유명한 폴란드 여배우가 주최한 스피치 페스티벌에서 시 낭송으로 2위에 입상한 적도 있었으며, 학교 연극반에서는 주연 배우나 공동 제작자로 활약하였다. 그리고 거의 모든 과목에서 A 학점을 받을 만큼 큰 두각을 나타냈으며, 신학을 비롯한 서양 학문과 전례에서 문어(글을 쓸 때 사용하는 언어. 신문, 학문글, 잡지에서 쓰는 말이 그 예)와 구어(말을 할 때에 사용하는 언어)로 사용한 언어인 라틴어를 비롯하여 우크라이나어, 그리스어, 네덜란드어, 스페인어, 포르투갈어, 프랑스어, 이탈리아어, 독일어, 영어 등 10개 국어에 능통하기도 하였다. 러시아어는 유창하게 하진 못했지만, 실생활에서 사용할 수 있을 만큼 알고 있었다.
1939년 폴란드가 나치 독일의 침공을 받아 점령당한 뒤 야기엘로 대학교는 문을 닫았다. 1940년부터 1944년까지 보이티와는 독일의 강제 이송을 피하려고 솔베이 화학공장의 노무자와 석회암 채석장의 수공 노동자, 레스토랑 매니저로 일했다. 그의 아버지는 1941년에 심장마비로 세상을 떠났다. 당시 보이티와는 게슈타포의 눈을 피해가며 유대인들을 피신시켜 주었을 뿐만 아니라 비밀 지하 연극 단체를 만들어 비밀리에 연극 공연을 하였다. 그리고 친구들과 함께 끊임없이 문학 토론회를 개최하였으며, 때로는 희곡을 쓰기도 하였다.
1944년 8월 6일 검은 일요일에 바르샤바 봉기가 일어난 후 게슈타포에서는 그와 유사한 나치에 저항하는 투쟁이 일어나는 것을 막으려고 크라쿠프의 청년들을 대거 검거하기 시작했다. 보이티와는 가택 수색을 당하자 대주교의 저택으로 도망가서 전쟁이 끝날 때까지 그 자리에서 은신하였다.
1945년 1월 17일 밤에 독일군이 도시에서 물러가자 보이티와를 비롯한 학생들은 파괴된 학교를 재건하는 일에 앞장섰다.

### 사제

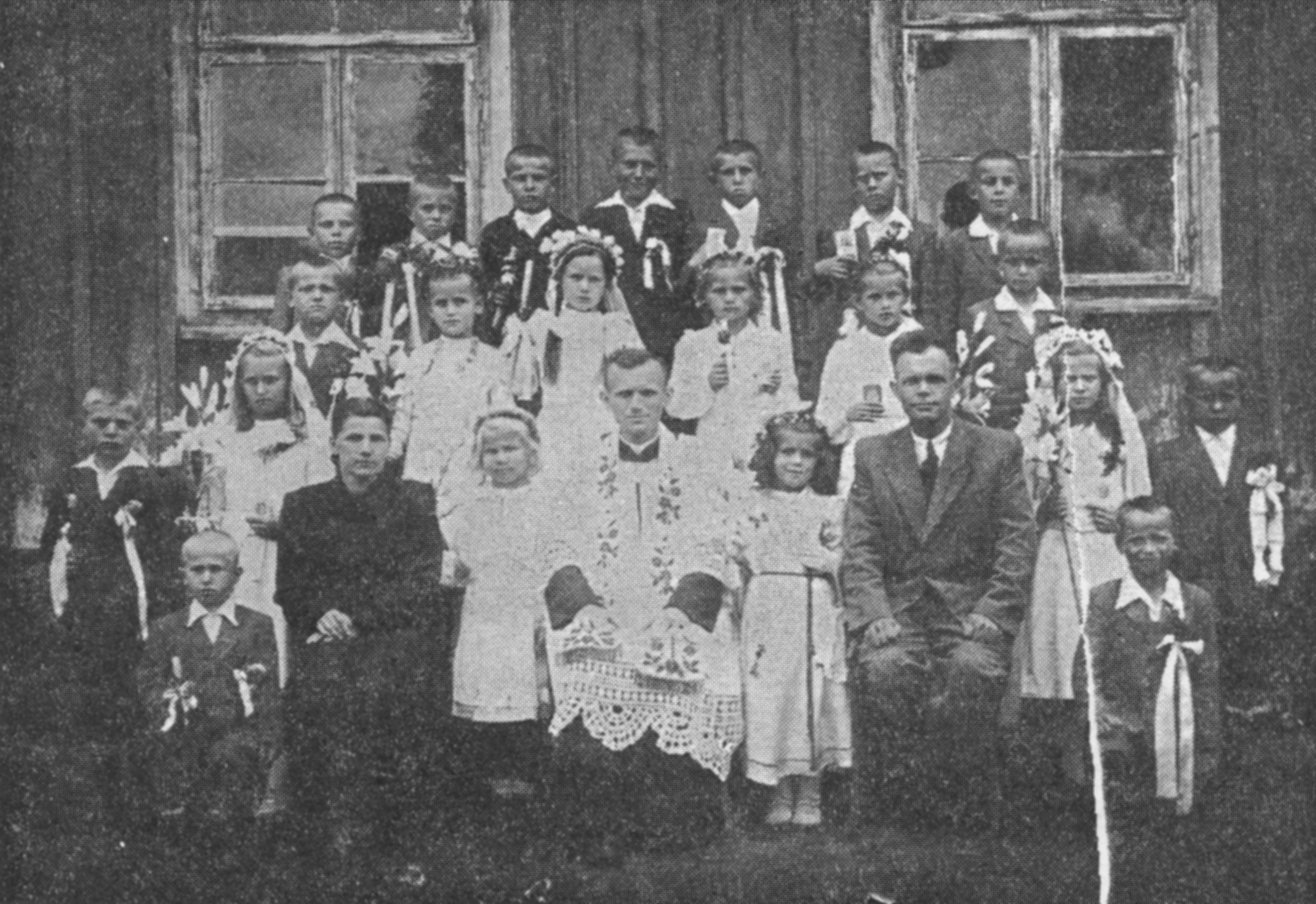
1948년 사제 시절의 카롤 보이티와

제2차 세계 대전을 몸소 겪은 그는 사람이 이념과 민족, 국가의 이름으로 얼마나 잔혹해질 수 있는지를 깨닫고 1942년 크라쿠프 교구장인 아담 스테판 사피에하 대주교가 비밀리에 운영하는 지하 신학교에 입학하였다. 카롤 보이티와는 사피에하 추기경에 의해 1946년 11월 1일 사제 서품을 받았다. 그 후 얼마 안 있어 신학을 공부하고자 로마의 성 토마스 아퀴나스 교황청립 대학교에 들어간 그는 《십자가의 성 요한의 작품에서 드러난 신앙》(Doctrina de fide apud S. Ioannem a Cruce)이라는 제목의 논문으로 신학 전문직 학위를 받았다. 동년 12월에 크라쿠프의 야기엘로 대학교로부터 신학적 재능을 인정받아 마침내 신학 박사학위를 받았다.
1948년 여름 폴란드로 돌아온 그는 크라쿠프로부터 15Km 떨어진 외딴 시골마을의 가톨릭 사제로 파견되었다가 1949년 3월 크라쿠프의 성 플로리아누스 교구로 전임하였다. 그는 야기엘로 대학에 이어서 루블린 가톨릭 대학교에서 윤리학을 가르쳤다. 보이티와는 기도와 철학 토론 그리고 시각장애인과 병자들을 위한 간호를 목적으로 스무 명 이하의 젊은이들을 모아 “작은 가족”이라고 불리는 모임을 만들었다. 나중에는 이백 명으로 집단이 늘어났으며 이들은 매년 스키와 등산, 카누를 하러 고향인 바도비체 근처 언덕으로 여행을 떠났다.
보이티와 사제는 현대 교회의 문제점을 다루는 크라쿠프의 가톨릭 계열 신문인 《Tygodnik Powszechny》에 일련의 논설을 게재하였으며 그의 저술 덕분에 성직자로서 그의 전성기가 시작되었다.

### 주교와 추기경

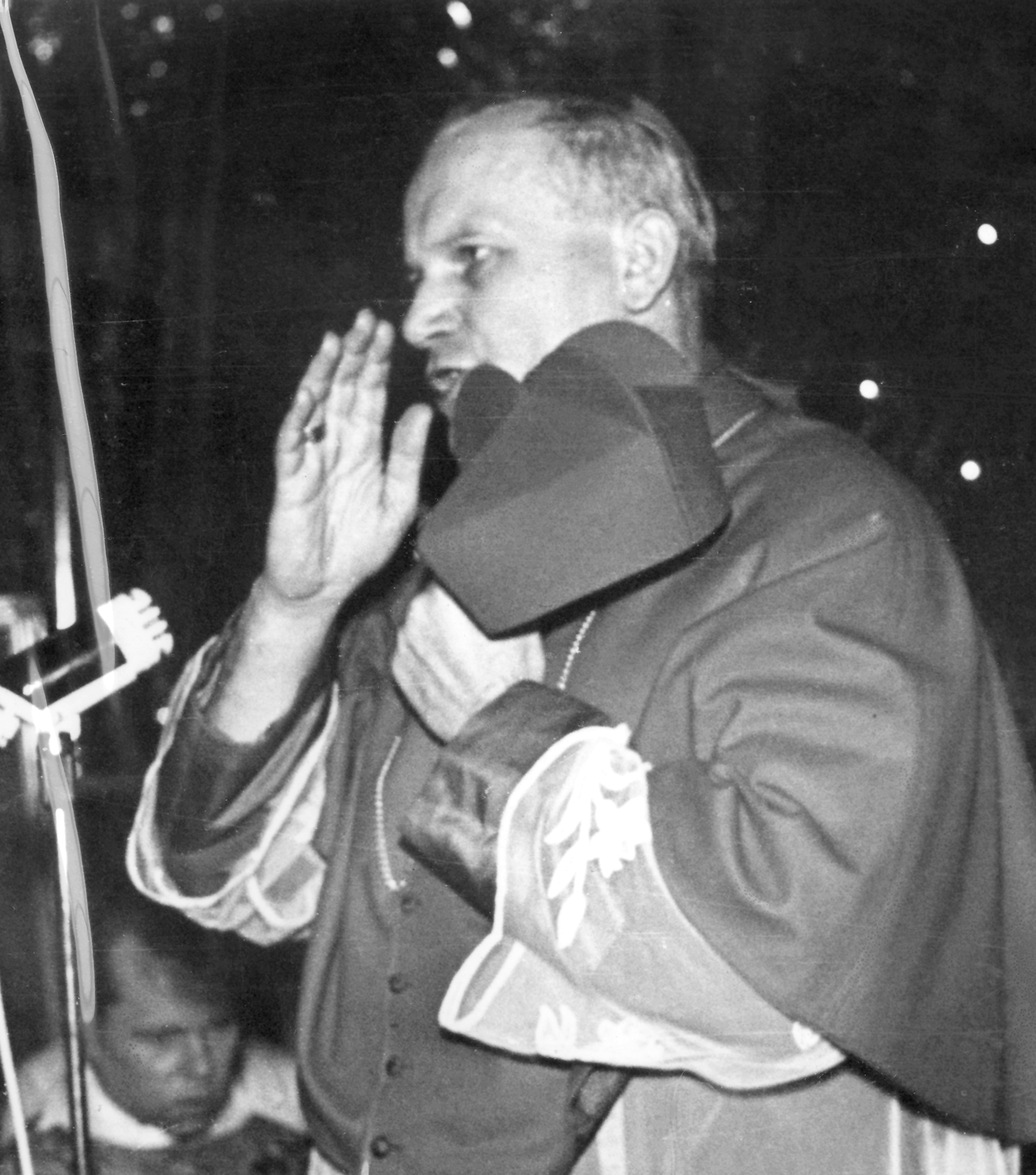
1967년 6월 초, 크라쿠프 대교구장 시절의 카롤 보이티와

1958년 7월 4일 교황 비오 12세에 의해 크라쿠프 대주교를 보좌하는 옴비의 명의(名義) 주교로 임명된 그는 1958년 9월 29일에 주교품을 받았다. 당시 38살이었던 그는 폴란드에서 가장 젊은 주교였다. 이때 ‘온전히 당신의 것’이라는 뜻의 ‘Totus Tuus’를 사목 표어로 삼았다. 1960년 보이티와는 성(性)과 결혼 문제에서 현대 사회의 새로운 견해로부터 지키고자 교회의 전통적인 가르침을 옹호하는 《사랑과 책임》이라는 책을 출판하였다. 1962년 7월 16일에 보이티와는 참사회의 대리로 뽑혔다.
1962년 10월 보이티와 주교는 제2차 바티칸 공의회에 참석해 종교의 자유에 관한 선언 《인간 존엄성》과 현대 세계의 사목 헌장 《기쁨과 희망》에 대한 결의를 이끌어내는 성과를 올리는 등 탁월한 역량을 발휘한 공로를 인정받아 1963년 12월 교황 바오로 6세에 의해 크라쿠프 대주교로 임명되었다. 1967년 6월 26일 바오로 6세는 보이티와 대주교를 산 케사레오 인 파라티오 성당의 사제급 추기경에 서임한다는 발표를 하였다.

### 교황

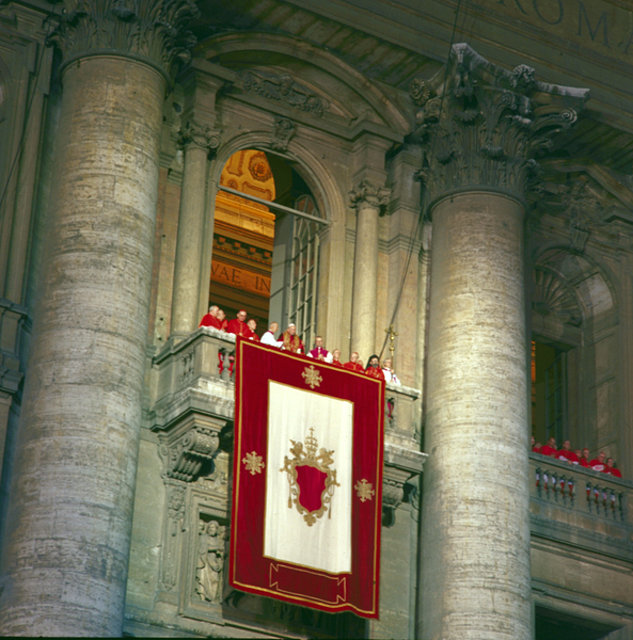
1978년 10월 16일 교황 선출 직후 성 베드로 대성전 발코니에 선 요한 바오로 2세.

교황 요한 바오로 2세의 문장

1978년 8월 바오로 6세가 선종하자 보이티와는 콘클라베에 참석하여 투표하였다. 다음 교황으로 요한 바오로 1세가 선출되었으나 즉위한 지 34일을 넘기지 못하고 선종하자 다시 콘클라베가 개최되었다. 콘클라베에 참석하려고 바티칸 시국으로 갔을 때 그는 폴란드 정부가 국외 반출을 허용한 10달러에 해당하는 돈만을 가지고 갈 수 있었다.
1978년 10월 22일 일요일, 여덟 번째 투표에서 마침내 보이티와가 새로운 교황으로 선출되었다. 당시 그의 나이는 불과 58세로 130년 만에 처음으로 60세 이전에 선출된 교황이었다. 또한, 최초의 공산주의 국가 출신 교황이기도 하였다. 선출된 날에 그는 눈물의 방으로 안내되어 교황의 옷인 하얀색 비단 수단을 입었다. 그때 그는 자신의 주변 사람들에게 폴란드 소설가 헨리크 시엔키에비치의 작품 《쿠오 바디스》에 관한 생각이 끊임없이 떠오른다고 말했다. 네로 황제가 통치하던 고대 로마를 배경으로 한 《쿠오 바디스》는 박해당하던 초기 그리스도인들이 잔인한 로마 제국을 누르고 승리하는 내용을 담고 있다.
보이티와는 자신의 새 이름으로 전임자가 택한 이중의 이름을 그대로 취함으로써 생전에 교황 요한 23세와 교황 바오로 6세의 의지를 이어받고 싶어했던 교황 요한 바오로 1세의 뜻을 이어가겠다는 메시지를 전하였다. 더불어 그는 1978년 10월 22일 요한 바오로 1세와 마찬가지로 전통적인 대관 미사보다 훨씬 간소한 즉위 미사를 통해 정식으로 등극하였다. 1978년 11월 12일 그는 로마 교구의 주교좌 성당인 산 조반니 인 라테라노 대성전에서 로마 주교좌 착좌 미사를 집전하였다.

### 암살 시도
1981년 5월 13일 요한 바오로 2세는 튀르키예인 청년 메흐메트 알리 아자의 흉탄에 맞아 심각한 상처를 입었다. 이 때 교황은 성 베드로 광장에서 일반 알현을 하던 중이었다. 서둘러 그는 경찰의 호위를 받으며 게멜리 병원으로 옮겨졌다. 다행히 총알이 교황의 심장을 1mm 차이로 비켜간 덕분에 대동맥과 척추를 다치지 않은 교황은 6시간의 대수술 끝에 목숨을 부지할 수 있었다. 경찰이 도착할 때까지 관중에게 붙잡혀 있던 아자는 법원에서 종신형을 선고받았다. 중태에 빠졌던 교황은 4일 만에 의식을 회복하였다.
그 후 1983년 12월 27일, 요한 바오로 2세는 자신의 암살미수범이 있는 로마 레비비아 교도소를 찾아가 20분 동안 둘이서 비밀 대화를 가졌다. 교도소에서 나온 교황은 “그와 나 사이에 나누었던 이야기는 둘만의 비밀로 남을 것이다. 내게 총을 쏜 형제를 위해 기도하자. 나는 이미 진정으로 그를 용서하였다.”고 말하며 그에 대한 사면을 요청하였다. 당시 교황은 파티마의 성모가 자신을 구해주었다고 믿고 자신의 복부를 관통한 총알을 파티마의 성모상에 봉헌하며 감사의 기도를 올렸다.
이탈리아 의회 조사위원회에서는 교황 저격 사건의 배후에 소련의 국가보안위원회가 계획하고 인솔하였으며 불가리아나 동독 등이 협력했다는 결론을 내렸다. 조사위 보고서에 따르면 소련 측에서 요한 바오로 2세가 폴란드에서 일어난 공산권 최초의 자유노조 연대를 지지함에 따라 동유럽에서 활발하던 민주주의 혁명 열풍에 그대로 영향을 줄 것으로 판단, 교황 암살 음모를 실행에 옮긴 것으로 보인다. 그러나 의혹만 있을 뿐 확실한 증거는 없다. 소련 측은 자신들의 연루의혹을 부인했다. 저격범 아자는 배후가 누구인지 끝내 밝히지 않았다. 요한 바오로 2세는 자신의 저서 《기억과 정체성》에서 “아자가 아닌 다른 누군가가 저격을 계획했다.”고 적었다.
요한 바오로 2세는 두 차례에 걸친 필리핀 방문 동안 알 카에다에게 목숨을 위협받기도 했다. 테러범들은 1995년 교황이 필리핀 방문 도중 연설하기로 되어 있던 공원에 폭탄을 장치해 교황이 공원에 도착하면 폭탄을 터뜨릴 계획이었으나 이 폭탄이 마닐라의 한 아파트에서 미리 터지는 바람에 결국 실패로 돌아갔다. 1999년의 두 번째 교황 암살계획은 교황의 필리핀 방문 계획 전격 취소로 성공하지 못하였다.

### 건강

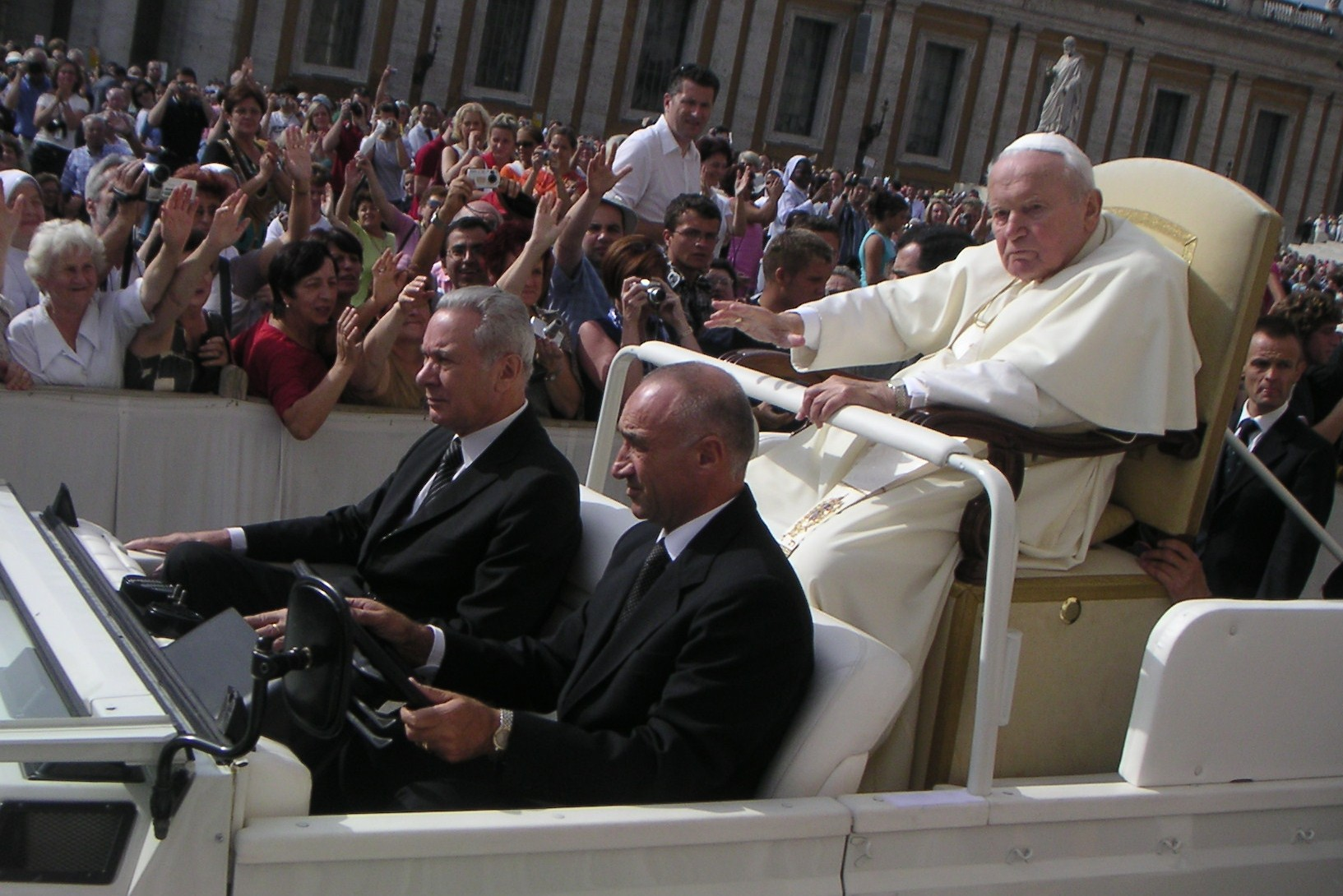
교황 전용차에 탑승한 말년의 요한 바오로 2세

요한 바오로 2세는 교황이 되기 전부터 이미 탁월한 학식과 예술적인 재능을 겸비했을 뿐더러 운동 실력까지 뛰어난데다가, 재임 중 104차례 국외방문을 통해 무려 1,930,000km를 돌아다니는 등 대내외적으로 활발한 활동을 많이 하기도 하였다.
생전에 ‘하느님의 육상선수’, ‘행동하는 교황’이라는 애칭을 얻을 정도였던 그였지만, 1996년부터 파킨슨병을 비롯한 여러 합병증으로 왼손을 떨며 왼쪽 얼굴 근육이 경직되는 증상 외에도 만성적인 무릎 관절염을 앓으며 급격히 허약해지기 시작하여 보행기구의 도움 없이는 걸을 수도 없게 되었다. 또 오른쪽 어깨뼈와 대퇴골이 골절되었으며 결장, 담석 제거수술, 악성결장 종양, 맹장염 수술과 수차례의 독감 치료를 받는 등 나이를 먹음에 따라 건강이 날로 나빠져 갔다. 치세 말년에는 요로 감염에 따른 패혈성 쇼크로 심장과 신장 기능의 약화가 겹쳤다. 그리고 독감이 인후염으로 나빠졌고 호흡 곤란 증세도 찾아와 호흡을 돕기 위한 기관절개 수술을 받은 뒤부터는 목에 삽입된 인공호흡기 튜브를 통해 호흡하였으며 필담으로 의사소통을 하여야 하였다. 더불어 음식을 제대로 삼키지 못해 체중이 19kg이나 급감하였다.

### 선종

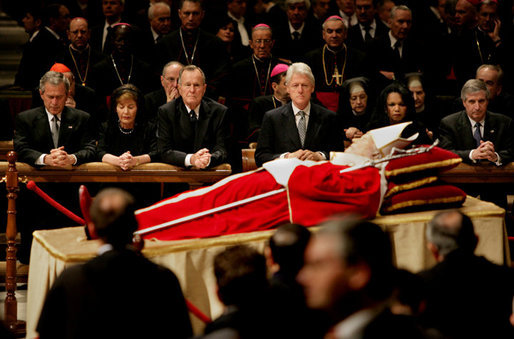
조지 W. 부시, 로라 부시, 조지 H. W. 부시, 빌 클린턴, 콘돌리자 라이스, 앤드루 카드가 2005년 4월 6일 성 베드로 대성당에서 요한 바오로 2세를 추모하고 있다.

요한 바오로 2세는 병원 입원과 퇴원을 반복하다가 2005년 3월 31일부터 요로감염을 비롯하여 온갖 만성질환으로 말미암은 심한 고열에 시달리다가 의식을 잃고 혼수상태에 빠졌다. 위중한 병세에도 그는 입원을 거부하고 대신 노자성체와 병자성사를 받고 사도 궁전에 계속 머물기로 하였다. 교황 선종 임박했다는 소식이 알려지면서 수만 명의 인파가 성 베드로 광장에 모여 교황의 병세가 호전되기를 축원하였다.
그러나 교황은 2005년 4월 2일 현지 시각으로 오후 11시 59분 사도 궁전에서 善終하였다. 향년 84세였다. 공식 사인은 패혈성 쇼크와 치유 불가능한 심부전증세이다. 선종 직전 그는 인류의 행복을 기원하며 “나는 행복합니다. 여러분도 행복하게 지내십시오. 울지 말고 우리 함께 기쁘게 기도합시다.”라는 말을 남기고 창문 쪽을 응시하며 성 베드로 광장에서 자신을 위해 기도하는 사람들을 향해 오른팔을 들어 올려 “아멘.”이라고 강복한 뒤 숨을 거두었다고 전해졌다. 교황의 선종 소식을 전해 들은 군중은 교황의 공적을 기리는 박수갈채를 보냈다. 이는 고인에게 존경을 표시하는 이탈리아식 추모 방식이다. 교황의 조국 폴란드에서는 전국 각지의 성당에서 종이 울리고 관청의 확성기를 통해 사이렌이 울렸다. 폴란드 정부는 즉각 조기를 내걸고 4월 6일까지를 국가 애도기간으로 선포했다.
2005년 4월 4일 사도 궁전에 있던 교황의 시신은 성 베드로 광장을 거쳐 운구되어 성 베드로 대성전 중앙 제대 앞에 안치되었다. 바티칸은 교황의 장례 미사 전날까지 일반인들이 교황의 시신을 참배하고 조의를 표할 수 있도록 하루 24시간 개방하였다. 이에 교황의 시신을 보려고 10만 명 이상의 참배객이 몰려들어 수Km 정도 길게 줄을 서는 바람에 로마 시내가 큰 혼잡을 빚기도 했다.

### 장례식

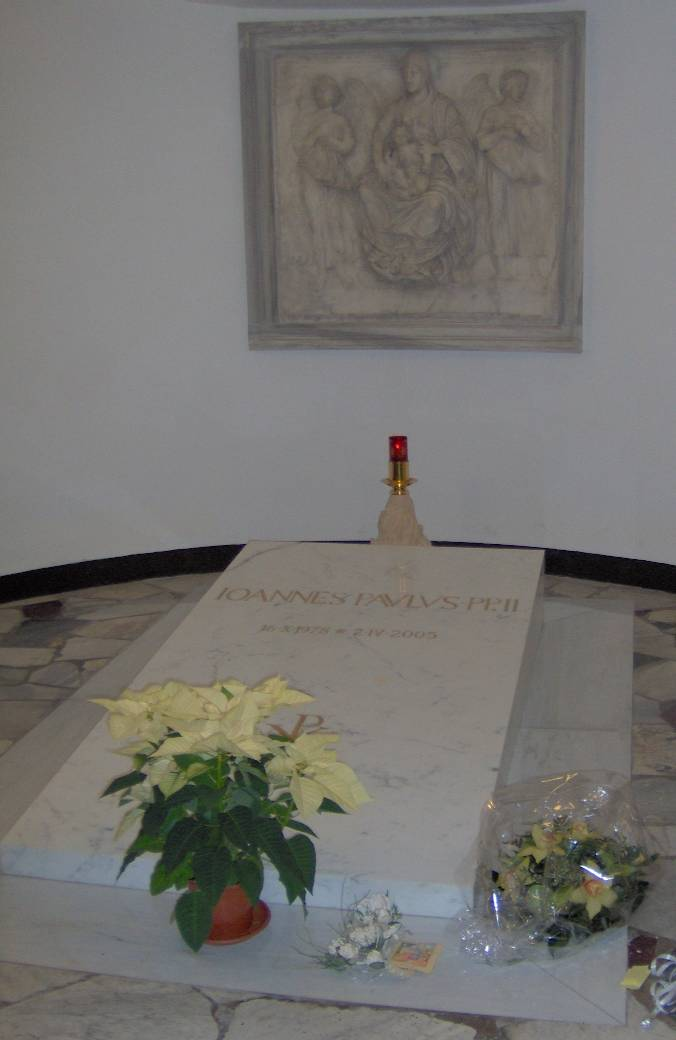
성 베드로 대성전 지하 묘역에 안치된 요한 바오로 2세의 무덤

교황의 장례 미사는 2005년 4월 8일 오전 10시 추기경단 의장인 독일의 요제프 라칭거 추기경(훗날의 교황 베네딕토 16세)에 의해 집전되었다. 단일 장례식으로는 사상 최대 규모로 각국 성직자 600여 명과 기타 종교 지도자 1400여 명, 80여 개국의 왕족과 국가원수 그리고 400여만 명에 이르는 일반 조문객들이 대거 참석하였다. 장례 미사를 마친 뒤 성 베드로 대성전 밑 지하 묘소에 안장된 교황의 유해를 담은 관 위에는 폴란드에서 가져온 흙이 덮였으며, 대리석을 사용한 묘소 외벽에는 교황 이름과 생존 연도가 새겨졌다. 추모 인파는 요한 바오로의 이름을 반복해 외치면서 즉시 성인으로 시성할 것(Santo Subito)을 요구하였다. 이러한 여론에 따라 후임자인 베네딕토 16세는 죽은 뒤 5년 안에 개시할 수 없게 되어 있는 시성 절차를 이례적으로 앞당겨 요한 바오로 2세의 시성을 위한 자료 수집을 공고하는 칙령을 발표하였다.

## 시복

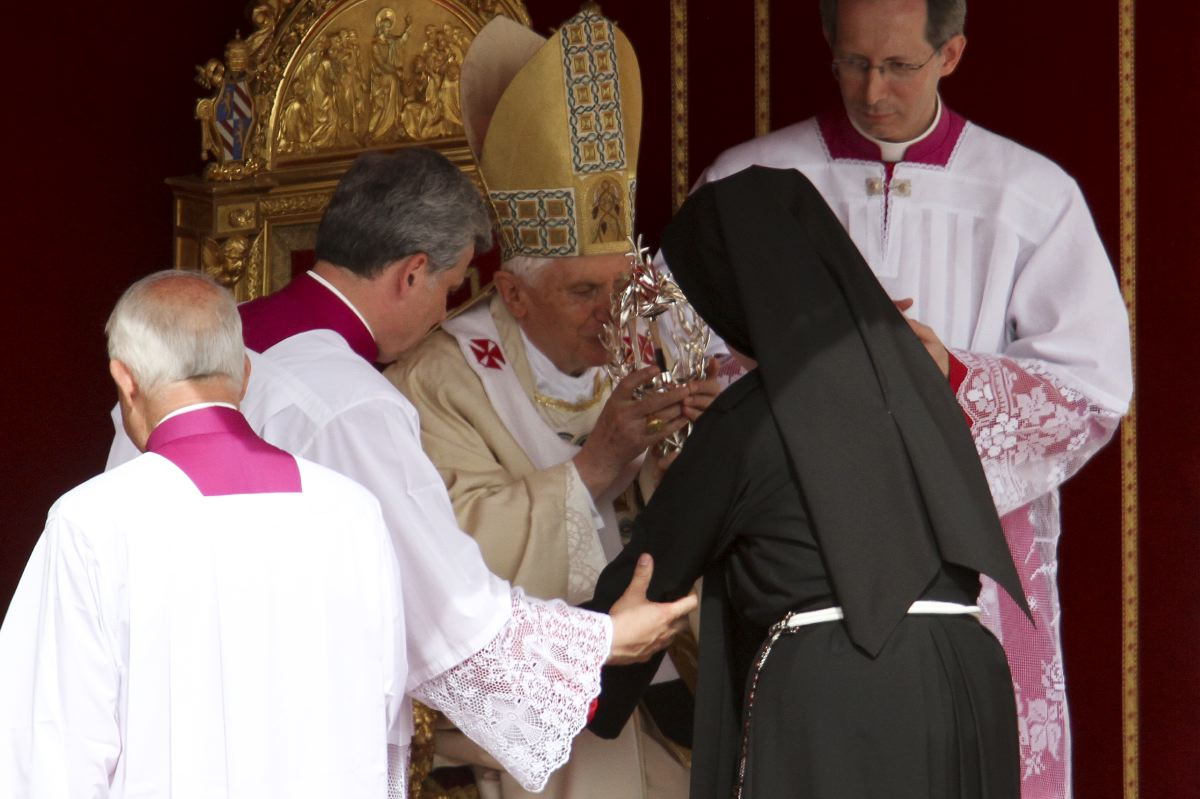
요한 바오로 2세의 시복식 때 그의 피가 담긴 앰풀을 받은 베네딕토 16세

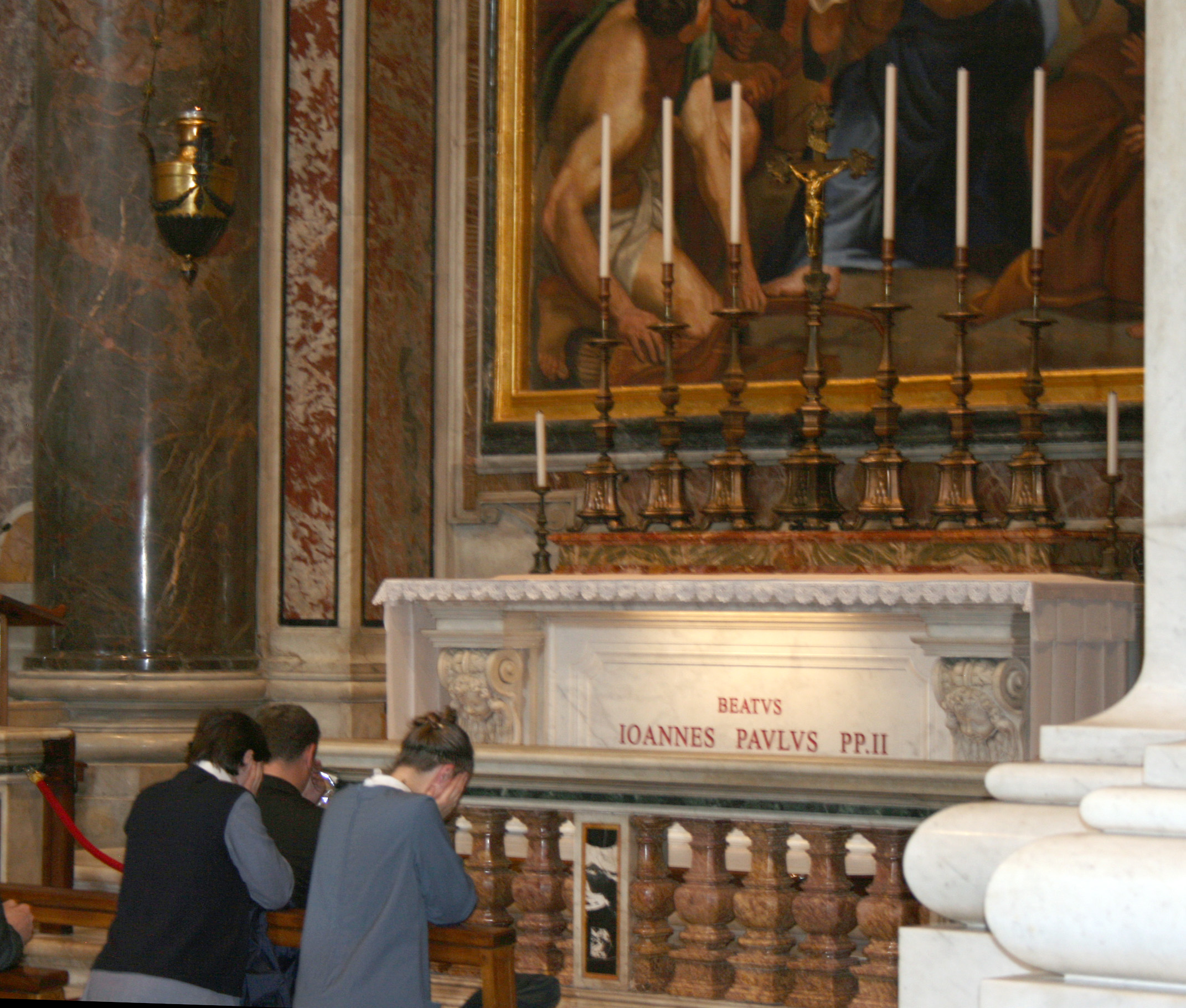
성 세바스티아노 경당에 옮겨진 요한 바오로 2세의 관

교황 요한 바오로 2세의 장례식 당시 조문객들은 즉시 그를 성인으로 시성하라(“Santo Subito!”)는 구호를 외쳤다. 2005년 5월 13일 교황 베네딕토 16세는 라테라노 대성전에서 가진 성직자들과의 모임에서 요한 바오로 2세의 시복 시성을 위한 공식 절차를 개시한다고 공식 선언하였다. 베네딕토 16세는 “요한 바오로 2세에 대한 시복의 명분이 열려 있다.”라며 시성 절차 개시까지 적용되는 사후 5년 유예를 이번에는 면제키로 했다고 말했다. 본래 가톨릭교회에서의 시성 절차는 시성에 필요한 증거자료와 목격자 증언 준비 기간 등을 감안해 해당자가 죽은 지 5년 후에 개시하도록 되어 있다. 따라서 요한 바오로 2세에 대한 시성 절차가 사후 1개월여만에 개시되는 것은 매우 이례적인 일이다. 베네딕토 16세가 이날 요한 바오로 2세에 대한 시성 절차를 개시한다고 발표하자 성직자들은 기립박수로 환호하였다. 베네딕토 16세는 아울러 요한 바오로 2세의 거룩함과 덕성에 아무런 의심이 남지 않도록 생애에 대한 철저한 조사를 실시할 것을 지시했다.
2009년 12월 19일 교황 베네딕토 16세는 요한 바오로 2세가 ‘영웅적 덕행’의 삶을 살았다고 밝히며, 가경자로 선포하였다. 가경자는 시복의 전 단계로 복자 후보에게 붙이는 존칭이다. 2011년 1월 4일 교황청이 지명한 의사와 신학자 등으로 구성된 조사위원회는 교황 요한 바오로 2세가 선종한 후, 그에게 동료 수녀의 파킨슨병을 낫게 해달라고 전구를 청한 직후 병이 치유됐다는 프랑스 수녀들의 주장을 기적으로 공식 승인했다. 수녀들은 교황이 선종한 지 두 달 후인 2005년 6월 어느 날 밤 종이에 요한 바오로 2세의 이름을 쓴 후 5년째 파킨슨병을 앓고 있던 44세의 동료 수녀 마리 시몬 피에르의 병을 치유해달라고 전구를 청했는데, 바로 다음날에 병이 깨끗이 나았다는 것이다. 이같은 기적적 치유 사실과 관련해 교황청 의학 전문가들은 그 과정을 꼼꼼하게 검토했다. 파킨슨병을 앓았다는 진단 자체에 의문이 제기되자 1년 동안 엄격히 조사한 후 수녀가 앓았던 병이 파킨슨병이었고, 그 치유가 다른 과학적 설명으로는 밝힐 수 없는 기적적 치유라고 확인했다. 교황청 의학 전문가들과 법률 전문가들이 내린 결론을 다시 검토한 신학 전문가들은 지난해 마리 수녀의 치유가 요한 바오로 2세의 전구를 통한 것임을 만장일치로 인정했다. 이같은 검토를 바탕으로 교황청 시성성은 정기회의를 열어 치유 기적을 인정한 후, 관련 교령을 베네딕토 16세에게 제출했으며, 베네딕토 16세가 이를 승인함에 따라 요한 바오로 2세의 시복이 결정되었다.
2011년 1월 14일 교황청 시성성은 요한 바오로 2세를 복자로 추대하기로 공식 발표하였다. 비록 유예기간 및 조사절차를 뒀음에도 불구하고 선종한 지 6년 만에 이뤄지는 요한 바오로 2세의 시복은 교회 역사상 가장 빠른 것이며, 지난 2003년 시복된 마더 데레사 수녀보다 약간 더 빠른 것이다. 2011년 4월 30일 요한 바오로 2세의 시복 전야미사 후 유럽의 각 성당은 종을 울려 시복에 대한 기쁨을 나타냈으며, 신자들이 함께 모여 요한 바오로 2세의 시복을 바라는 철야기도회를 열었다. 요한 바오로 2세의 관은 성 베드로 대성전 지하 묘소에서 시복식을 위해 임시로 중앙 제대 앞으로 옮겨졌다.
2011년 5월 1일 바티칸 성 베드로 광장에서 베네딕토 16세 주례로 요한 바오로 2세의 시복식이 거행됨으로써 요한 바오로 2세는 복자로 시복되었다. 요한 바오로 2세의 시복식을 보기 위해 세계 각지에서 100만 명이 넘는 순례객이 모여와 바티칸 주변의 광장과 길을 가득 메웠고 성 베드로 광장에만 수만 명이 가득 찼다. 요한 바오로 2세의 조국 폴란드에서만 10만여 명의 순례객이 왔다. 실비오 베를루스코니 이탈리아 총리와 펠리페 칼데론 멕시코 대통령, 브로니스와프 코모로프스키 폴란드 대통령, 알베르 2세 벨기에 국왕 부부, 레흐 바웬사 폴란드 전직 대통령 등 국가지도자급 귀빈 50여 명도 시복식에 참석하였다. 이날 베네딕토 16세는 “하느님으로부터 은총을 받으신 교황 요한 바오로 2세의 시복을 선언한다.”면서 “그는 인간이 교회의 길이고 그리스도가 인간의 길이라는 메시지를 통해 과거의 역사를 초월하는 쇄신된 교회의 미래와 진정한 희망의 모습을 제시했다.”고 말했다.
베네딕토 16세는 시복 선언문 낭독을 마치고 앰풀에 담긴 요한 바오로 2세의 혈액을 제대에 봉헌했다. 이것은 요한 바오로 2세의 생전에 자가 수혈에 대비해 채혈됐던 것으로 냉동 상태로 보관 중이었다. 요한 바오로 2세의 혈액은 항응고제 덕분에 여전히 액체 상태를 유지하고 있다. 요한 바오로 2세에게 바치는 성가 ‘두려워 마라, 그리스도께 문을 열어라’가 울려 퍼지는 가운데 시복식을 마친 베네딕토 16세와 추기경들은 성 베드로 대성전으로 들어가 요한 바오로 2세의 관에 기도하고 입을 맞췄다. 요한 바오로 2세의 관은 시복식이 끝난 후 순례객들의 참배를 마치고나서 성 세바스티아노 경당에 안치하였다. 바티칸은 시복식이 이뤄진 2011년 5월부터 1년 동안을 ‘축제의 해’로 지정하고 요한 바오로 2세의 시복을 경축하였다. 또한 요한 바오로 2세의 시성 추대를 위한 의학적 기적 입증을 위해 270여 건의 사례를 조사하였다.

## 시성
가톨릭교회에서 성인으로 시성되기 위해서는, 그의 전구를 통해 최소한 두 가지 이상의 기적이 일어나 교회 당국의 공인을 받아야만 한다.
2013년 4월 23일 가톨릭 뉴스서비스(CNS)에서는 요한 바오로 2세의 전구를 통해 병이 치유되었다는 사례들을 조사하던 바티칸 의사 협회에서 자연적으로 치유되거나 의학적으로 치료받지 않고 완쾌되었다는 것을 인정했다고 보도하였다. 이는 시성 단계를 위한 첫 번째 단계를 충족하는 것이었다. 이 사례는 코스타리카 여성인 플로리베스 모라가 평소에 앓던 뇌동맥류가 치유된 사례로, 요한 바오로 2세가 그의 후임자인 교황 베네딕토 16세에 의해 2011년 5월 1일 당일에 발생하였다. 그러자 바티칸의 전문 신학자들은 직접 요한 바오로 2세의 전구를 통해 치유되었다고 전해진 사례가 기적인지 여부를 판단하기 위한 조사에 착수하였다. 그 다음 단계는 추기경으로 구성된 교황청 시성성 위원들이 자신들의 견해를 교황에게 전하고, 교황은 시성할지 여부를 결정한 다음 시성하기로 결정했을 경우 시성식 날짜를 정하고 이를 대내외적으로 공포하기 위한 법령을 재가하는 것이다.
2013년 7월 4일 교황 프란치스코는 공식적으로 요한 바오로 2세의 전구에 의한 두 번째 기적을 인가하고, 그를 시성한다고 선포하였다. 요한 바오로 2세는 요한 23세와 공동으로 시성하기로 결정되었다. 시성식 날짜는 하느님의 자비 주일인 2014년 4월 27일에 거행하는 것으로 하였다.
2014년 4월 27일 교황 프란치스코의 집전 아래 바티칸 성 베드로 광장에서 요한 23세와 요한 바오로 2세의 공동 시성식 미사가 거행되었다. 이 날, 전임 교황 베네딕토 16세는 물론 150명의 추기경과 700명의 주교 그리고 500,000명의 군중이 미사에 참례하였다. 또한, 300,000명 가량의 사람들이 로마 시내 곳곳에 설치된 대형 모니터 스크린을 통해 시성식을 시청하였다.

## 사상과 행적

### 가르침
교황 요한 바오로 2세는 14편의 회칙과 15편의 교황 권고, 11편의 교황령, 45편의 교황 교서를 발표하였다. 그는 또한 《희망의 문턱을 넘어서》, 《은총과 신비 : 사제 수품 50주년을 맞이하여》, 《로마 삼부작 - 명상》, 《일어나 가자》, 《기억과 신원》 등의 여러 책도 저술하였다.

#### 도덕에 관한 입장
요한 바오로 2세는 인간의 유성생식과 여성의 사제 서품에 대한 쟁점에 있어서 보수주의 성향으로 알려져 있다.
1977년 미국 방문 당시 그는 “모든 사람의 생명은 잉태된 그 순간부터 거룩한 것”이라고 말했다.
1979년 9월부터 1984년 11월 동안 그는 수요일 일반알현 시간에 성 베드로 광장에 모인 사람들에게 인간의 인격, 몸과 성(性), 혼인, 부부 관계, 독신의 의미에 관하여 129편의 설교를 했는데, 이 내용은 나중에 《몸의 신학》이라는 한 권의 책으로 묶여 출판되었다. 그는 낙태와 안락사는 물론 사실상 모든 사형 제도를 한데 묶어 ‘죽음의 문화’라고 부르고 이것이 현대 사회에 널리 퍼져 있다고 비판하였다. 세계 부채 탕감과 사회 정의를 위한 운동을 펼친 그는 ‘사회적 저당권’이라는 용어를 만들었는데, 이 말은 모든 사유 재산이 본질적으로 사회적 기능을 갖는 것이며, 재화가 만인을 위한 것임을 뜻한다고 설명했다. 요한 바오로 2세는 서구 사회가 과도한 물질 만능주의 풍토 때문에 도덕과 신앙심이 타락하는 점도 비판했다. 그는 공산주의에 대해서는 윤리적으로 받아들일 수 없는 체제라고 생각했다. 그는 공산주의 체제가 노동자를 위한 진정한 사회주의가 아니며 ‘국가 자본주의’라고 규정했다. 그는 공산주의의 생산수단 국유화는 무산 계급을 위한 사회화가 아니고 관료화일 뿐이라고 비판했다. 요한 바오로 2세는 공산주의 체제를 붕괴하는 것이야말로 하느님의 뜻이라고 생각하였다. 자본주의에 대해서는 사람을 이윤체계에 예속시키는가 하면 노동에서의 소외현상을 불러일으킨다고 비판했으며, 사회주의에 대해서는 소외를 제거하기는커녕 오히려 증가시킬 뿐만 아니라 생활필수품의 부족과 경제적 비능률을 가져온다고 비판했다. 그는 측근에게 “내 몸 안에는 분명히 공산주의에 대한 항체가 존재한다고 말할 수 있다. 그러나 소비사회와 그 모든 비극을 생각하면 (자본주의와 공산주의) 두 체제 가운데 어떤 것이 더 좋은지 모르겠다.”고 토로하기도 하였다.
과거 제2차 바티칸 공의회(1962-1965년)에 참석했던 요한 바오로 2세는 공의회의 가르침을 재확인하고 이를 이행하기 위해 많은 노력을 했다. 그럼에도 불구하고 그의 비판자들은 종종 공의회의 결실인 소위 ‘진보적인’ 안건을 수용하라고 요구했다. 그런데 사실 공의회는 이러한 문제에 있어서 ‘점진적’ 변화를 옹호하지 않았다. 가령 공의회는 여전히 낙태를 흉악한 죄악이라고 비판했다. 요한 바오로 2세는 요제프 라칭거 추기경(훗날의 교황 베네딕토 16세)과 함께 자유주의 신학에 반대하며 끊임없이 피임, 낙태, 동성애 행위가 심각한 죄악이라고 가르쳤다.
성의 목적이 혼인성사라고 불리는 세례받은 한 남자와 한 여자의 결합인 결혼에 있으며, 결혼의 첫 번째 목적을 자녀 출산에 두었던 요한 바오로 2세는 모든 경우의 피임과 낙태, 이혼과 그에 따른 재혼, 동성애 행위 등을 불경한 것으로 보았다. 1994년 요한 바오로 2세는 교황 교서 《사제 서품》(Ordinatio Sacerdotalis)에서 “교회는 여성에게 사제 서품을 할 어떠한 권한도 없으며, 교회의 모든 신자는 이러한 판단을 철저히 따라야 한다.”고 선언하면서, 그것이 여성의 존엄성을 격하하거나 차별하는 것이 아니라고 설명했다. 그는 남성에게만 사제품을 부여하는 것은 교회가 보존해온 전통이고, 교도권의 일관된 가르침이라면서 여성의 사제 서품 요구는 교회의 지속적이고 보편적인 전통을 깨뜨리자는 요구로 간주하였다. 요한 바오로 2세는 사제 독신제에 대해서는 폐지하지 않기로 하였다.
2000년 3월 5일 요한 바오로 2세의 지시에 따라 교황청은 《회상과 화해 : 교회의 과거 범죄》라는 제목의 문건을 발표해 과거 교회가 하느님의 뜻이라는 핑계로 저지른 각종 잘못을 최초로 공식 인정했다. 같은 해 3월 12일 요한 바오로 2세는 성 베드로 대성전에서 집전한 미사 중 강론에서 “자신들의 잘못을 겸허하게 고백하는 회개를 받아들여 자비를 베풀어 달라”고 하느님에게 기도했으며 추기경과 주교들은 일반적인 죄, 진리에 대한 봉사를 이유로 한 죄, 다른 기독교 공동체에 대한 죄, 유대인에 대한 죄, 사랑과 평화와 문화 존중에 대한 죄, 여성과 소수민족의 존엄성에 대한 죄, 인권에 대한 죄 등 가톨릭교회의 과오를 7가지 범주로 묶어 용서를 구했다.

#### 해방 신학 단죄
요한 바오로 2세는 교황청 신앙교리성에서 1984년 8월 6일에 발표한 해방신학의 일부 측면에 관한 훈령 《자유의 전갈》(Libertatis Nuntius)과 1986년 3월 22일 발표한 그리스도인의 자유와 해방에 관한 훈령 《자유의 자각》(Libertatis conscientia)을 승인함으로써 해방 신학을 공식적으로 단죄하였다. 당시 해방 신학은 남아메리카의 많은 성직자 및 수도자, 평신도 등이 추종하고 있었다. 당시 유럽을 방문한 오스카르 아르눌포 로메로 주교는 엘살바도르 정권의 각종 인권 침해와 암살 지시 등의 폭정을 비판하며, 이에 대한 바티칸의 지지를 얻고자 하였으나 실패하였다. 1983년 니카라과의 마나과를 방문한 요한 바오로 2세는 ‘민중 교회’라는 용어는 해괴망측하고도 위험스러운 것이라고 공개적으로 반대 의사를 표명하면서 당시 니카라과의 많은 성직자가 좌파들로 구성된 산디니스타 민족해방전선을 지지한 것에 대해 강하게 성토하며 질책하였다. 정치 사제들의 게릴라 활동 및 좌파 정권 참여를 탈선으로 간주한 그는 니카라과의 성직자들에게 성좌에 대한 순명의 의무를 다시 한 번 상기시켰다. 니카라과 방문 중에 요한 바오로 2세는 좌익 정권의 문화부 장관으로 입각된 에르네스토 카르데날 신부가 자신에게 다가와 무릎을 꿇고 어부의 반지에 입맞춤하려는 것을 뿌리치고, “그대는 그대의 직분과 교회와의 관계를 명백히 하시오!”라고 쏘아붙이며 훈계하였다. 교황의 이와 같은 단호한 의지는 남아메리카에서 해방 신학을 몰아냈으며, 몇년 후 니카라과에서 마르크스-레닌 정권의 몰락을 촉매시켰다.

### 교회법 개정
요한 바오로 2세는 교회법 체계를 전면적으로 개편했다.
1983년 1월 25일 교황령 《거룩한 규율법들》(Sacrae disciplinae leges)에서 요한 바오로 2세는 라틴 교회의 모든 구성원들을 대상으로 한 현행 교회법전을 제정, 반포하였다. 모두 1752개 조항으로 이뤄져 있는 새 교회법은 그해 대림시기 첫 주일인 1983년 11월 27일부터 시행됐다. 에드워드 N. 피터스는 1917년 5월 27일 반포된 ‘비오-베네딕토 법전’(1917년 교회법전)과 비교하여 1983년 교회법전을 ‘요한 바오로 법전’이라는 이름을 붙이기도 했다.
1990년 10월 18일 요한 바오로 2세는 동방 가톨릭교회들을 위한 교회법전인 《동방 교회들의 교회법전》(Codex Canonum Ecclesiarum Orientalium; CCEO)을 반포하였다. CCEO는 1991년 10월 1일부터 법적 효력이 발생하였다.

### 교황청 기구 개편
1988년 6월 28일 요한 바오로 2세는 교황령 《착한 목자》(Pastor bonus)를 반포해 로마 교황청의 운영 체계에 대한 대대적인 개편을 단행했다. 《착한 목자》는 교황청 조직을 상당히 상세하게 정리하고, 각 부서의 명칭과 구성을 정확하게 지정하고 있으며, 각 부서가 맡는 업무 지침들을 열거하고 있다. 이는 1967년 8월 15일 교황 바오로 6세가 반포한 교황령 《보편 교회의 통치》(Regimini Ecclesiae Universae)를 대체한 것이다.

### 가톨릭교회 교리서
1992년 10월 11일 요한 바오로 2세는 교황령 《신앙의 유산》(Fidei Depositum)을 발표하여 《가톨릭교회 교리서》 출판을 지시하였다.
그는 이 교리서가 “ 가톨릭 교리의 교육을 위한 규범서로서, 특히 지역 교리서의 편찬을 위한 확고하고 권위 있는 규범서”임을 확인했다. 그는 이 교리서가 지역 교리서들을 대체하기 위한 것이 아니라 오히려 새로운 지역 교리서들의 편찬을 고무하고 또 도와주기 위한 것이라고 밝혔다. 그리하여 트리엔트 공의회 이후 처음으로 공식적인 교리서를 공포하여 제2차 바티칸 공의회 이후 다소 혼란스럽고 자유로운 신학 분위기에 대처하기 위해 교회의 교리를 재정리하였다.

### 다른 기독교 교파 및 다른 종교와의 관계

#### 다른 기독교 교파들과의 대화
요한 바오로 2세는 교회 일치 운동 즉, 기독교의 다양한 신앙전통을 존중하고 대화하는 교회일치운동과 다른 종교와의 대화 추진에 적극적인 자세를 취했다. 교황은 1982년 영국을 방문해 엘리자베스 2세와 캔터베리 대주교를 만나 로마 가톨릭교회와 영국 성공회의 교회 일치를 위한 대화를 발전시키기로 합의했으며, 1054년 동서 교회의 분열 이후 처음으로 동방 정교회 국가인 루마니아와 그리스 등을 방문해 정교회 성직자들과 같이 기도하였다. 뿐만 아니라 동방 정교회와 분열된 사건에 대해서도 책임을 반성하였다. 1999년 10월에는 독일 아우크스부르크에서 루터교와 의화 교리에 대한 공동 선언문에 서명함으로써 양측이 구원론에 대해 500년간에 걸쳐 이어온 교의 논쟁을 끝냈다.

#### 유대인과 이슬람교와의 대화
1986년 4월 로마에 있는 유대교 회당을 방문해 유대인은 그리스도인의 형제라고 불렀다. 1999년 3월에는 이란의 모하마드 하타미 대통령을 만나 11세기 이후 처음으로 기독교와 이슬람 세계의 정상이 문명의 화해를 다짐했다. 2001년 5월에는 시리아를 방문하여 교황으로서는 처음으로 모스크에 들어가기도 했다. 더불어 아시시에서 세계 주요 종교 지도자들과 함께 세계 평화기도의 날 행사에 참석, 함께 기도함으로써 사회 정의와 생태계 보전 그리고 모든 폭력 종식을 호소했다.

### 성 비오 10세회
요한 바오로 2세의 정책을 놓고 보수적이고 교계제도에 대한 절대적 충성을 요구하는 제왕적 성격을 띄고 있다고 비판하며, 교회의 현대화를 요구한 이들도 있었지만, 일부 전통주의 성향의 가톨릭교도들 중에도 요한 바오로 2세를 비판적으로 바라본 이들이 있었다. 이들은 트리엔트 미사로의 전면적인 복귀와 제2차 바티칸 공의회 이후 실시된 각종 개혁들, 교회 일치 운동, 종교의 자유 인정 등을 비판하며 철폐할 것을 요구하였다. 또한 이들은 과거 교황 비오 10세가 근대주의를 가리켜 ‘모든 이단의 총집합’이라고 규정하며 단호하게 반대했다는 것을 상기시키며 요한 바오로 2세가 근대주의적 성향의 주교들을 대거 서임함으로써 결과적으로 교회 안에 근대주의 성향을 널리 퍼뜨렸다고 비판하였다. 1988년 전통주의자이자 성 비오 10세회의 창립자인 마르셀 르페브르 대주교가 성좌의 승인 없이 네 명의 주교를 독단적으로 서품하자, 이교적 행위를 했다는 죄목으로 그가 서품한 주교들과 함께 요한 바오로 2세로부터 파문을 당했다.

### 시성식
요한 바오로 2세는 자신의 재임 동안 482명을 시성했는데 이는 지난 4세기 동안 시성된 성인들보다 더 많은 수치다. 또 마더 테레사 수녀를 비롯해 1,338명을 시복했는데 이 역시 지난 4세기 동안 탄생한 복자들을 모두 합친 것보다 더 많다. 1984년 한국에 가톨릭교회가 전래된지 200년이 되었음을 기념하기 위해 방한한 요한 바오로 2세는 순교자 103명을 시성하였다.

### 정치

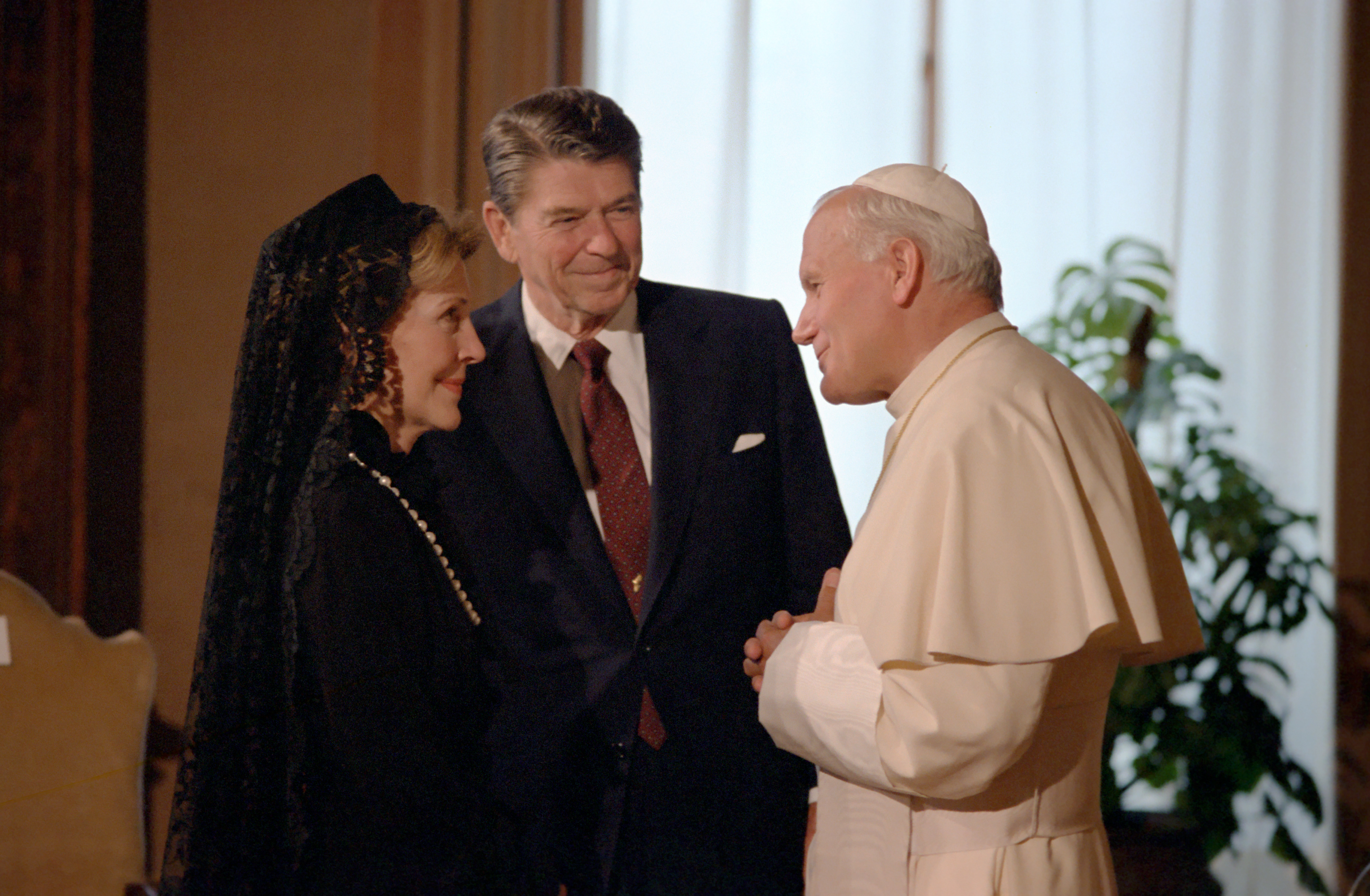
1982년, 미국의 로널드 레이건과 낸시 레이건 대통령 부부와 만난 교황 요한 바오로 2세.

국제 문제에서 요한 바오로 2세는 동유럽 공산주의의 몰락에 결정적 공헌을 한 인물로 평가된다. 그는 군사력 경쟁이나 경제 제재 등 위협적인 방법을 통하지 않고 평화적으로 공산독재체제를 종식하는 데 공헌했다. 1978년 요한 바오로 2세의 선출 소식을 들은 소련에서는 공산주의 국가의 주민이 교황으로 선출된 배경에는 궁극적으로 공산주의 해체를 의도한 것이라고 보았다. 조국 폴란드에서 공산주의 압제에 시달렸던 탓에 공산주의를 극도로 혐오했던 교황은 미국 대통령 로널드 레이건과 핫라인을 통해 긴밀히 협력했다. 그는 수차례의 고국 순방을 통해 레흐 바웬사 등 당시 연대노조에 대한 공개적 지지를 표명함으로써 연대의 봉기를 촉발했다. 이어 교황은 폴란드 국민 70여만 명이 모여든 집회에서 인간의 존엄성을 위해 투쟁하라고 직접 촉구했다. 그는 “여러분은 인간입니다. 굴욕적으로 살지 마십시오.”라고 역설함으로써 공산주의 독재에 대한 저항의 불을 지폈다. 결국, 연대노조는 최초의 자유총선을 통해 정권을 장악했고, 이러한 폴란드 공산 정부의 붕괴와 맞물려서 동유럽 공산 국가들에서 잇따른 민주화 혁명이 일어나 공산주의 정권의 몰락을 가져왔다. 또한, 1989년 당시 개혁과 개방을 추진하던 미하일 고르바초프 소련 공산당 서기장과의 접견은 냉전 시대의 종식을 앞당긴 것으로 평가된다.
1980년 요한 바오로 2세는 대한민국의 전두환 대통령에게 공식 서한을 보내 당시 사형수로 복역 중인 김대중에 대한 선처를 적극적으로 호소했으며, 전두환 대통령은 김대중을 요한 바오로 2세의 요청에 따라 무기징역으로 감형, 그로부터 2년 후 김대중을 국외로 추방하는 선에서 일단락지었고 이에 요한 바오로 2세는 전두환 대통령에게 감사하는 내용의 공식 서한을 보냈다.
1982년 요한 바오로 2세는 포클랜드 전쟁을 벌이던 영국과 아르헨티나를 찾아가 종전을 설득했고, 1999년 유고슬라비아 전쟁 때에도 특사를 파견하여 “폭력은 결국 또 다른 폭력을 낳을 뿐.”이라며 평화를 호소했다. 2001년 9·11 테러 직후에는 전 세계 가톨릭 신자들과 함께 분쟁 종식을 위한 단식기도를 했다.
2003년과 2004년에는 유럽의 문화형성에서 기독교가 맡았던 기본적 역할이 인정되어야 한다고 주장하며 새 유럽 헌법 조약을 위한 유럽 연합 회의에서 유럽 헌법의 서문에 유럽의 기독교적 뿌리를 확인하는 문구가 포함되기를 바란다는 의사를 전달했다.
한편, 교황은 냉전이 종식된 후 세계 유일의 패권국이 된 미국의 신자유주의와 군사정책에 대해 극도로 비판적인 입장을 견지하였다. 2003년 교황은 미군의 이라크 침공에 대해 “전쟁에 반대한다. 전쟁은 항상 피할 수 없는 것이 아니다. 전쟁은 인류의 패배이다.”라면서 비난했다. 조지 W. 부시에게 전쟁에 반대한다는 태도를 밝힌 그는 국제 연합의 중재를 통해 외교적으로 분쟁을 해결할 것을 촉구하며 미국의 일방적인 공격은 평화를 배척하고 국제법을 위반한 범죄라고 주장했다. 또 미국이 가장 많은 무기를 수출한다는 점도 못마땅하게 여겼다.

### 사목 방문

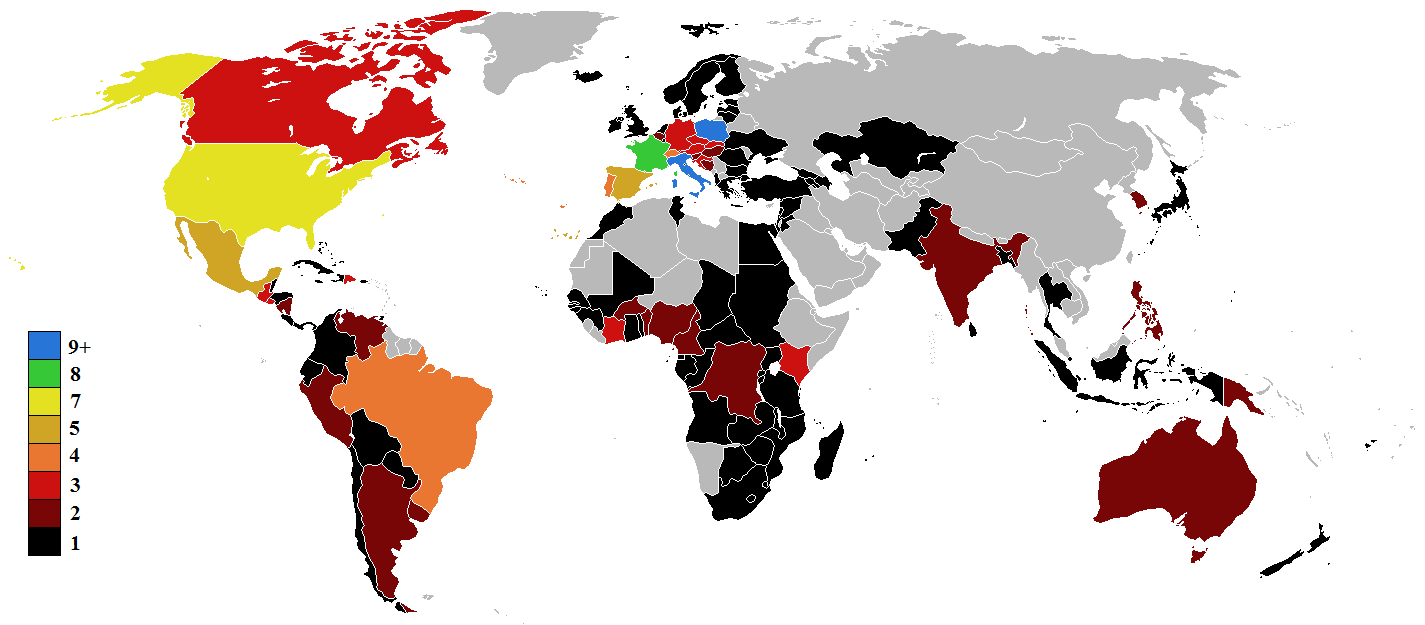
교황 요한 바오로 2세가 방문했던 나라들을 가리키는 지도.

요한 바오로 2세는 교황직에 있는 동안 총 117개국을 방문하였다. 이탈리아 국내여행은 146회, 국외여행은 104회로 거리를 모두 합하면 124만 7613킬로미터로 지구에서 달까지 거리의 3.24배에 달한다. 인류 역사를 통틀어 전례가 없을 만큼, 그가 방문한 곳에는 시종일관 수많은 인파가 집결하였다. 이 모든 여행 경비는 바티칸이 아니라 교황이 방문한 나라에서 전적으로 지급하였다.
바티칸 역사상 가장 여행을 많이 한 요한 바오로 2세는 국외순방을 할 때마다 자신의 몸에서 뽑은 혈액을 가지고 다녔다. 요한 바오로 2세의 혈액형은 그리 흔치 않았기 때문에 교황청 관계자들은 응급 시 외국 혈액은행의 도움 없이도 대처할 수 있도록 교황 자신의 피를 미리 준비하였다.
1979년 6월, 요한 바오로 2세는 일찌감치 공식 방문한 나라 가운데 하나는 조국 폴란드였으며, 그곳에서 교황은 환호하며 반기는 군중에게 항상 둘러싸였다. 이 일이 발단이 되어 1980년 폴란드에 자유와 인권 존중을 요구하는 자유노조 운동이 형성되었다. 나중에 다시 폴란드를 방문했을 때, 교황은 자유노조를 암묵적으로 지지하였다. 그의 지속적인 방문으로 자유노조의 힘이 강화되었으며, 마침내 1989년 폴란드를 시발점으로 소련에 의한 동유럽의 공산주의 체제가 차례차례 붕괴하기 시작했다.

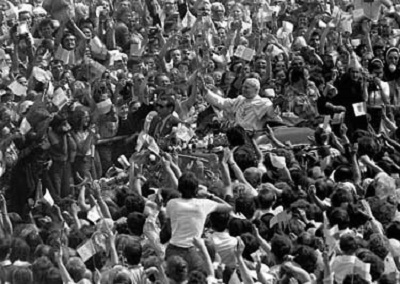
1979년 교황으로서 최초로 폴란드를 방문했을 당시 백만 명의 민중으로부터 환호를 받은 요한 바오로 2세.

그와 동시에 요한 바오로 2세는 미국과 거룩한 땅과 같이 교황 바오로 6세가 이전에 방문했던 나라는 물론, 멕시코, 아일랜드, 대한민국, 푸에르토리코, 일본 등 이제까지 그 어느 교황도 방문하지 않았던 다른 수많은 나라도 방문하였다. 최초로 영국을 방문한 교황이기도 한 요한 바오로 2세는 1982년에 영국 성공회의 통치자인 여왕 엘리자베스 2세를 접견하였다. 또한, 쿠바를 최초로 방문한 교황(1998년)이기도 한 그는 쿠바에 대한 미국의 제재 뿐만 아니라 종교적 표현에 대한 쿠바의 태도에 대해서도 날카롭게 비판하였다. 2000년, 현대인 교황으로서는 최초로 이집트를 방문한 그는 그곳에서 콥트교회 지도자와 알렉산드리아 총대주교를 접견하였다. 더불어 요한 바오로 2세는 2001년에 시리아의 다마스쿠스에 있는 우마이야 모스크를 방문함으로써 이슬람교 모스크를 방문한 최초의 교황이 되었다.
1995년 1월 15일, 제10차 세계 청년 대회 기간에 필리핀 마닐라의 루네타 공원에서 집전한 그의 미사에는 400만에서 800만 정도로 추정되는 사람들이 참석하였는데, 이는 기독교 역사상 가장 많은 수가 모인 것으로 여겨진다. 2000년 3월, 요한 바오로 2세는 교황으로서는 역사상 최초로 예루살렘을 방문하여 통곡의 벽 앞에서 기도하였다. 2001년 9월에는 카자흐스탄과 아르메니아를 방문하여, 수많은 이슬람교도 청중과 함께 그곳 나라들에서 열린 기독교 전래 1,700주년 축하연에 참석하였다.
2002년 11월 14일에는 교황으로서는 사상 처음으로 이탈리아 의회에서 연설했다. 19세기 중반 이탈리아의 통일로 세속적인 권력을 완전히 상실한 교황청은 이탈리아를 정식 나라로 인정하지 않고 백 년 이상 비(非)타협적인 자세를 유지해왔다. 교황청과 이탈리아 정부의 갈등은 1929년 양측이 상호주권을 인정한다는 내용의 라테라노 조약을 체결하면서 공식적으로는 해결됐으나 눈에 보이지 않는 앙금은 완전히 해소되지 않았다. 따라서 요한 바오로 2세의 의회 연설은 바티칸과 이탈리아의 해묵은 갈등을 치유한 훌륭한 업적으로 평가받았다.
이날 의회에서 요한 바오로 2세는 “지금의 이 연합체가 그동안 서로 너무나도 다른 국면과 환경, 변화를 위한 당면과제, 역사적 모순을 거쳐왔다는 것을 우리는 모두 알고 있다.”면서 교황청과 이탈리아 사이의 격정적인 역사에 대해 회고했다. 교황은 또한 이탈리아 자체의 정체성은 “이탈리아 생존의 근원인 기독교 정신을 언급하지 않고서는 이해하기 매우 어려울 것”이라고 덧붙였다.
그는 여행기간 내내 성모 마리아에 대한 자신의 신심에 중점을 두었으며, 성모 마리아와 관련된 성지들, 특히 아일랜드의 노크, 폴란드의 쳉스토호바, 포르투갈의 파티마, 멕시코의 과달루페, 프랑스의 루르드를 방문하였다.

#### 한국과의 인연
교황 요한 바오로 2세는 전두환 대통령에게 김대중의 구명운동을 하면서 한국과 처음으로 인연을 맺었다. 그리고 교황 요한 바오로 2세는 생전에 두 차례 방한하였다. 1984년 5월 3일에 그는 역대 교황 가운데 처음으로 한국 천주교 전래 200주년 기념식을 맞아 방문했으며, 한국 천주교회 순교자 103명을 바티칸이 아닌 현지에서 성인으로 시성하였다. 요한 바오로 2세는 도착 성명 첫머리에서 《논어》의 ‘유붕자원방래 불역낙호(有朋自遠方來 不亦樂乎)’를 인용해 한국어로 “벗이 있어 멀리서 찾아오니 이 또한 즐겁지 아니한가.”라고 인사했고 마무리도 역시 한국어로 "여러분과 여러분의 가정에, 그리고 한반도의 온 가족에, 평화와 우의와 사랑을 베푸시는 하느님의 축복이 깃들기를 빕니다. 감사합니다."라고 말했다.
방한 당시 그는 한국 역사책 번역본을 읽고 “혹독한 시련에도 민족의 정통성을 꿋꿋이 지켜온 한국의 역사가 모국 폴란드와 닮았다.”고 말한 것으로 전해진다. 요한 바오로 2세는 40여만 명이 모인 부산 강연에서 개발독재로 억눌린 삶을 살아온, 그러니까 노동자로서의 인권을 억압받아온 노동자들에게 정당한 임금을 줄 것을 요구하는 등, 민중들이 인권을 보호받지 못하던 당시의 암울한 정치 상황에서 볼 때 민감한 발언을 했다. 또 그는 방한 마지막 행사로 장충 체육관에서 열린 젊은이들과의 대화 시간에 “군사 독재 정권의 폭압을 알리겠다.”며 젊은이들이 들고 온 최루탄 상자를 흔쾌히 받기도 하였다. 5월 4일에는 한센병 환자들이 모여 사는 소록도를 찾아가 “예수님께서 친히 고통을 겪으셨기 때문에 여러분과 함께 계십니다.”라고 격려하면서 한센병 환자들의 머리에 일일이 손을 얹고 축복을 내려주었다. 교황의 소록도 방문은 당초 방한 일정에 없었으나 “소외된 사람들을 찾고 싶다.”는 교황의 뜻에 따라 전격적으로 이뤄졌다.
그 뒤 교황은 1989년 10월 5일부터 10월 8일에 걸쳐 서울에서 열린 제44차 세계 성체 대회를 맞아 대한민국을 두 번째로 방문하였다. 그는 65만여 명이 운집한 여의도 광장에서 남북간의 화해를 바라는 평화 메시지를 낭독하기도 하였다. 그 후에도 한국에 큰 사건이나 재해가 있을 때마다 메시지를 보내왔다. 2000년 남북 정상 회담 때에는 축하 메시지를 보내왔고, 2002년 태풍 루사와 2003년 대구 지하철 화재사고, 태풍 매미로 말미암은 피해 때는 위로 메시지를 전해왔다.
2000년 3월 바티칸을 방문한 김대중 대통령이 요한 바오로 2세를 알현하여 조선민주주의인민공화국 방문을 권유하자 요한 바오로 2세도 이에 긍정적인 반응을 보였다. 이후 교황청은 평양에 특사를 파견하고 조선민주주의인민공화국에 수십만 달러를 지원하는 등 화해 분위기 조성에 나섰다. 그러나 교황청이 교황의 방북 전제조건으로 요구한 조선민주주의인민공화국 내 전교 활동 인정과 성직자 입북 허용에 대해서 조선민주주의인민공화국 측이 소극적인 태도를 보이자 교황의 방북 계획은 끝내 무산되고 말았다.

## 같이 보기
- 분류:교황 요한 바오로 2세가 시복한 복자
- 교황 목록